# Wernhard Huber

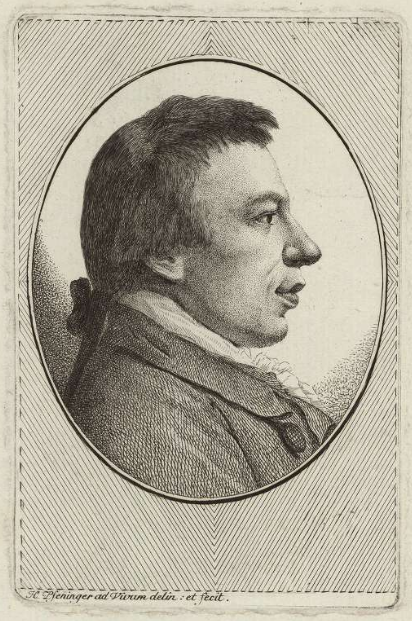
Wernhard Huber, zwischen 1782 und 1793

Johann Wernhard Huber (* 22. Februar 1753 in Basel; † 10. Januar 1818 in Bern) war ein Schweizer Apotheker, Politiker und Dichter.

## Leben und Werk
Wernhard Huber war der einzige Sohn des Apothekers Hans Jakob und der Ursula, geborene Schnell. Sein Vater verstarb, als er vier Jahre alt war, seine Mutter drei Jahre später.
So wuchs er als Vollwaise bei seinen Grosseltern, die Mitglieder der Herrnhuter Brüdergemeine waren, in einem Haus an der Schifflände in Basel auf. Zusammen mit seiner Grossmutter und Philipp Heinrich Gemuseus (1749–1805) reiste Huber nach Herrnhut und verbrachte seine erste Schulzeit in der herrnhutischen Erziehungsanstalt in Neuwied.
An der philosophischen Fakultät der Universität Basel wurde Huber 1766 immatrikuliert. Von 1767 bis 1770 absolvierte er im Geschäft von Hieronymus Bernoulli (1669–1760) eine Apothekerlehre, und von 1771 bis Ende März 1772 arbeitete er als Gehilfe unter dem Verwalter Martin Heinrich Klaproth in der Apotheke des verstorbenen Valentin Rose. Nach Basel zurückgekehrt, übernahm er die Leitung der väterlichen Apotheke und heiratete 1776 Maria Judith, geborene Streckeisen. Im Anschluss traten beide in die «Basler Sozietät» ein.
1780 machte Huber die Bekanntschaft mit Johann Caspar Lavater, und über mehrere Jahre standen sie im brieflichen Kontakt. Huber war auch Herausgeber einer Sammlung eigener dichterischer Versuche. Als sich Johann Gaudenz von Salis-Seewis in Basel aufhielt, besuchte er Huber und kaufte ihm das Gedicht «Silhouette» ab.

## Huber als Politiker

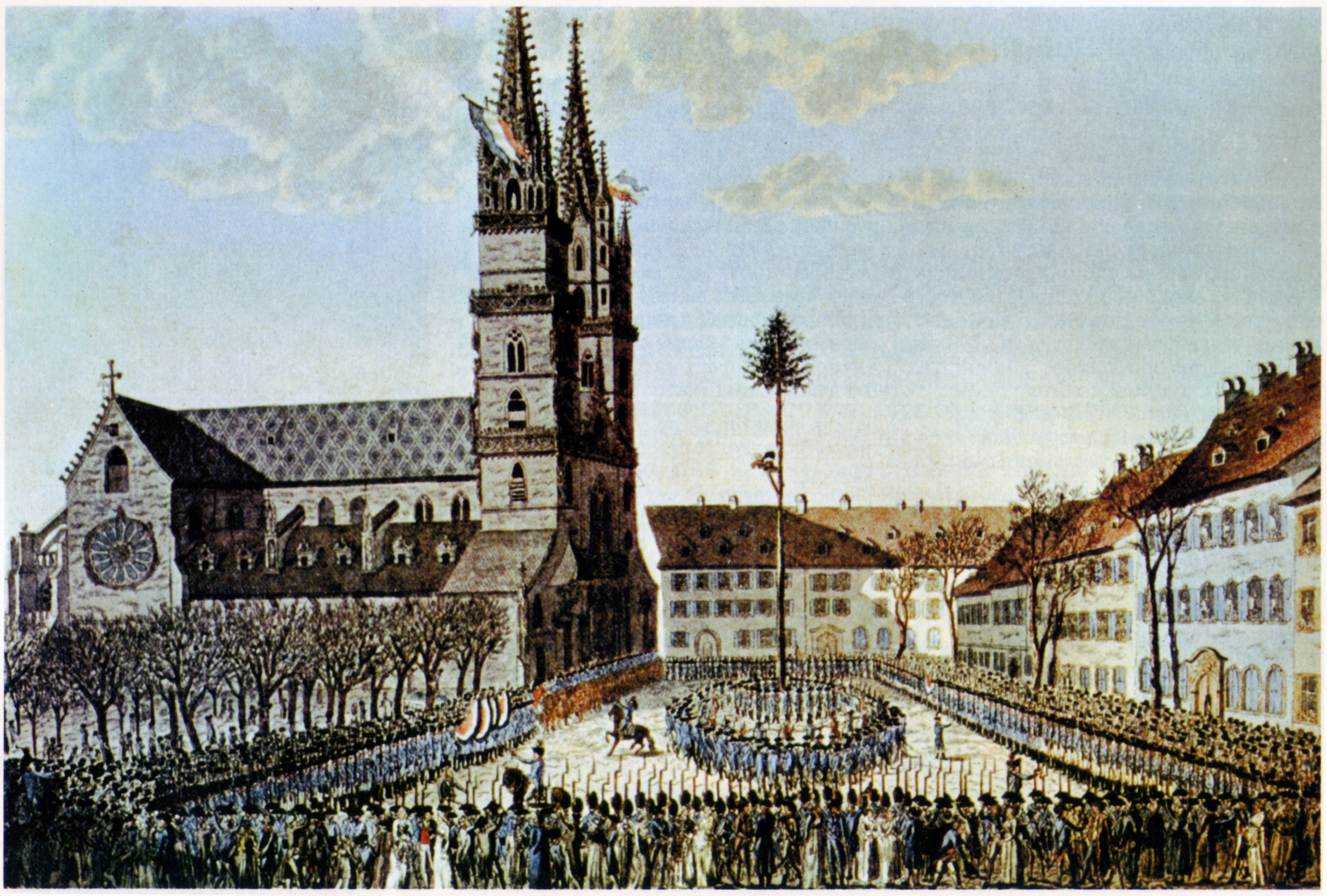
Die Verbrüderungsfeier auf dem Münsterplatz vom 22. Januar 1798. In der Mitte des Platzes steht der Freiheitsbaum als Zeichen der Rechtsgleichheit.

Huber trat 1787 in die Helvetische Gesellschaft ein und war im gleichen Jahr Mitbegründer der Basler Allgemeinen Lesegesellschaft, deren Komitee aus Werner de Lachenal als Vorsteher, Peter Ochs als Ratsschreiber, Huber als Schreiber und weiteren 21 Mitgliedern bestand. Als Wilhelm Ludwig Steinbrenner im Sommer 1790 Basel besuchte, liess er sich von Huber in die Lesegesellschaft einführen. Viele der Bücher der Lesegesellschaft wurden von Huber gestiftet. Von der Witwe Salomon Gessner konnte Huber 1799 den gesamten Bestand an Kunstwerken und Schriften ihres verstorbenen Mannes entgegennehmen.
Huber war ein begeisterter Anhänger der Französischen Revolution und liess sich in seinen Fingerring den Denkspruch eingravieren «Frei leben oder sterben». Ab Januar 1798 war er Mitinitiant der Basler Revolution sowie Präsident der ersten Basler Nationalversammlung. Kurz darauf erfolgte seine Wahl ins Regierungskomitee, dann ins «Konstitutionskomitee»; auch die Saal-Inspektion musste Huber präsidieren. Ab April 1798 war Huber Mitglied des helvetischen Grossen Rats. Als das Direktorium die Räte einlud, die Erstürmung der Bastille am 14. Juli mit einer Feier zu ehren, ging Huber noch weiter und verlangte, dass dieser Tag in Helvetien allgemein gefeiert werde.
Huber setzte sich für Denkfreiheit, Vereinsfreiheit, die Pressefreiheit und Gewissensfreiheit ein. Er setzte sich vergebens für die Abschaffung der Zehntabgabe ein und nahm gegenüber der «allgemeinen Gewerbefreiheit» eine ablehnende Stellung ein.
Im Sommer des Jahres 1800 schien Hubers politische Laufbahn zu Ende zu gehen. Zu den Mitgliedern des Grossen Rates, die verfassungsmässig durch das Los zum Austritt genötigt wurden, gehörte auch Wernhard Huber; der Entscheid darüber fiel auf den 1. August. Wenige Tage darauf, am 8. August, bereitete der zweite Staatsstreich den beiden helvetischen Parlamenten überhaupt ein Ende, und unter den glücklichen 35, welche der Vollziehungsausschuss zu einem neuen gesetzgebenden Rat berief, befand sich auch Huber, der dadurch aufs Neue einen parlamentarischen Sitz erhielt. In dieser Zeit verschaffte er Johann Georg Tralles das Ehrenbürgerrecht.
Im Herbst 1801, als durch die Verfassung von Malmaison die Tage des alten helvetischen Parlaments zu Ende gingen, hörte auch Hubers parlamentarische Tätigkeit auf.
Da man in Basel auf Huber als Führer und Veranstalter der Revolution vom Jahre 1798 schlecht zu sprechen war, blieb Huber als Privatgelehrter in Bern. Fünf Jahre nach seinem Ableben verstarb seine Frau in Aarwangen.

## Werke
- Wernhard Huber: Funken vom Heerde. Seiner Laren, der Freundschaft, der Wahrheit, dem Scherze. Johann Jacob Thurneysen, Basel 1787; Nachdruck: Nabu Press, 2012, ISBN 978-1-248-68964-6.